# Magdaleniano

Distribuzione del magdaleniano

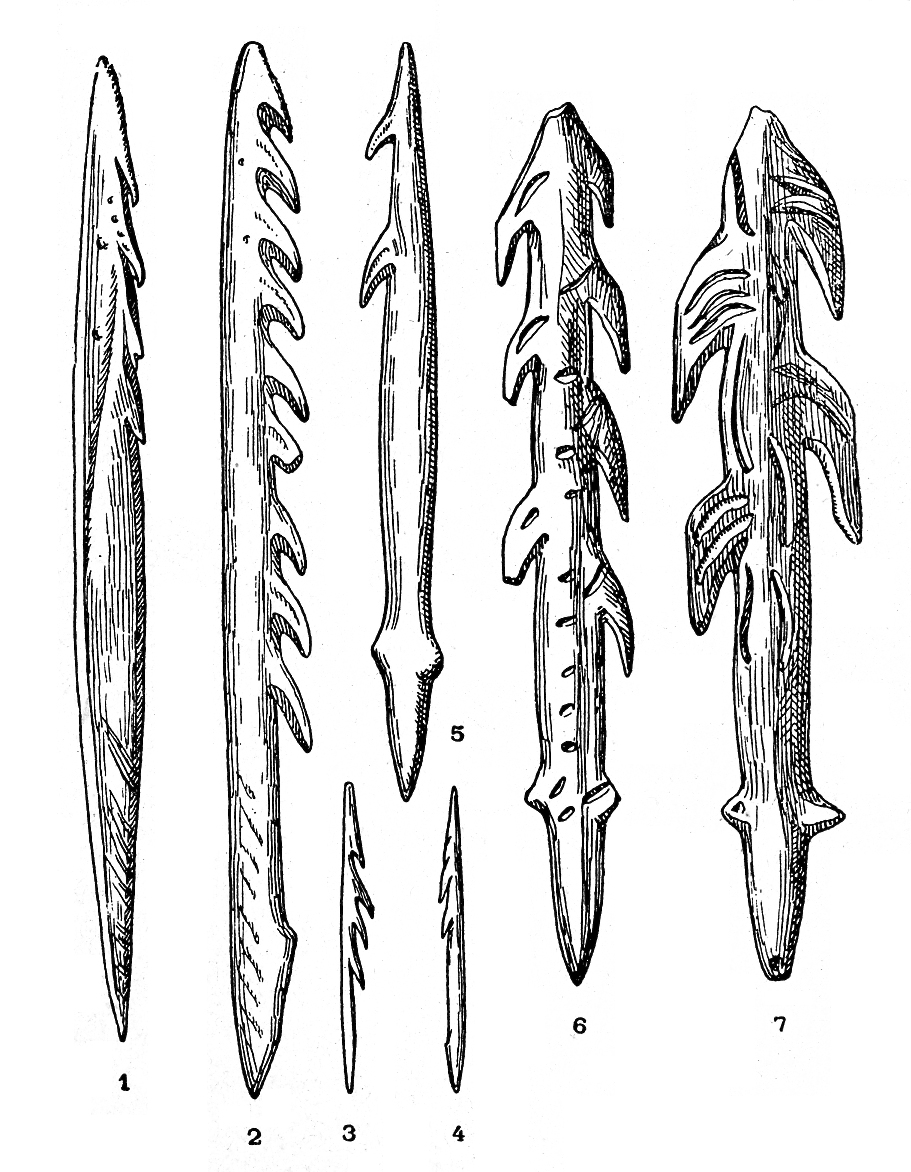
Arpioni magdaleniani in osso di renna a seghettatura singola e doppia (1: Mas d'Azil, 2: Bruniquel, 3, 4, 5: Abri de la Madeleine; 6, 7: Lortet)

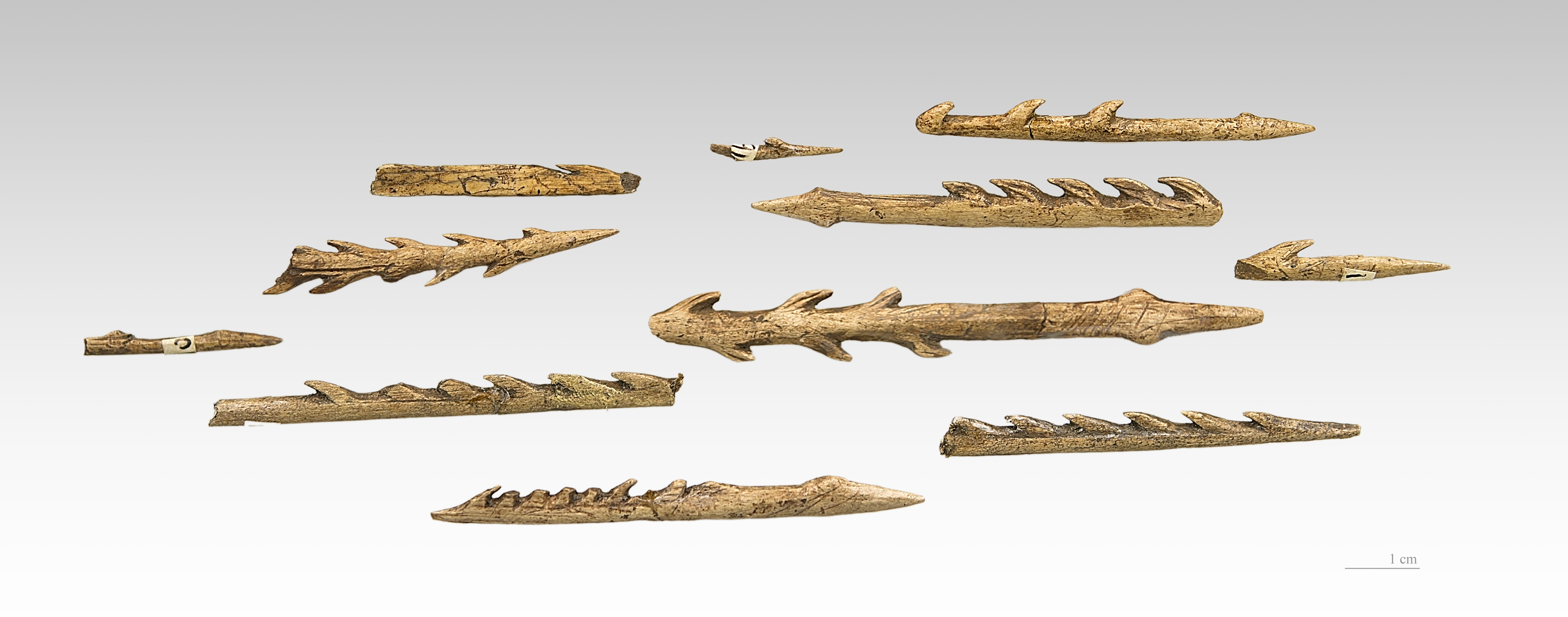
Arpioni magdaleniani in osso di renna a seghettatura singola e doppia Fontalés

Il magdaleniano, o maddaleniano, è una cultura preistorica che si sviluppa tra 17 000 e 11 000 anni dal presente (ma le date possono variare), in Europa occidentale; succede al solutreano e precede l'aziliano.
Il nome è stato fatto derivare da Gabriel de Mortillet dal sito di Abri de la Madeleine, presso Tursac, in Dordogna, Francia, scavato dal 1863.

## Descrizione
Il magdaleniano è caratterizzato dalla lavorazione di lame e dalla miniaturizzazione dei manufatti litici (microliti). Si diffonde la lavorazione dell'avorio e dell'osso, con raffinata decorazione e vengono realizzate collane con denti di carnivori. Le innovazioni magdaleniane sono associate soprattutto alla lavorazione ossea con la produzione di bulini (a becco di pappagallo e a becco di flauto), punte a cran lungo, arpioni (con denti intagliati nel fusto, poi con seghettatura singola e doppia), propulsori, spatole, ami, aghi e bastoni, alcuni anche lavorati ed incisi con immagini di animali.
Le popolazioni di questo periodo erano cacciatori-raccoglitori che conducevano una vita semi-sedentaria; vivevano in grotte e ripari rocciosi d'inverno e in tende d'estate. Grazie all'abbondanza di mandrie di cavalli, bisonti e renne, si registrò un incremento demografico; si stima che la popolazione della Francia sia quadruplicata in quest'epoca rispetto alla precedente epoca solutreana.
La cultura maddaleniana declinò con il riscaldamento climatico alla fine dell'ultima era glaciale, in conseguenza della diminuzione di grosse mandrie da cacciare. 

## Arte
Durante questo periodo si assistette allo sviluppo di elaborate forme d'arte e decorative. Inizialmente, si tornò a disegni lineari semplici, con un'arte rupestre monumentale caratterizzata da disegni neri grossolani. Tuttavia, in seguito, si sviluppò un sorprendente naturalismo in tutte le forme d'arte. Le arti minori, come le incisioni su osso, raggiunsero l'apice con dettagli delicati e scene complesse. 
Il punto più alto fu raggiunto nelle incisioni rupestri e nella pittura policroma tardo-maddaleniana, con figure di straordinaria bellezza, vivace realismo e design sofisticato, come testimoniano gli esempi delle grotte di Altamira, Tito Bustillo, Font-de-Gaume, Lascaux, Niaux e Chauvet .

## Paleogenetica
Il DNA antico di sei indvidui magdaleniani, appartenenti al cluster genico di El Miron, nella penisola Iberica, ha mostrato una stretta parentela con una popolazione vissuta nell'Europa settentrionale circa 20 000 anni dal presente. Le analisi hanno suggerito una forte ascendenza di questi individui con la popolazione rappresentata da Goyet Q116-1, fossile ritrovato nelle grotte di Goyet in Belgio, associata alla cultura aurignaziana datata a  35 000 anni dal presente. Questa relazione confermerebbe l'ipotesi di una migrazione degli EEMH dalle aree più fredde del nord Europa, verso i cosiddetti rifugi climatici meridionali, in  conseguenza dell'ultimo massimo glaciale, il periodo in cui le calotte glaciali raggiunsero la loro massima estensione, verificatosi intorno a 20.000 anni BP. 
È stato scoperto che i magdaleniani sono strettamente imparentati con i solutreani. È stato scoperto, inoltre, che i magdaleniani erano strettamente imparentati con i gravettiani occidentali che abitavano Francia e Spagna prima dell'Ultima glaciazione. L'individuo GoyetQ2 di 15.000 anni fa, proveniente dalle Grotte di Goyet, è spesso utilizzato come indicatore dell'ascendenza magdaleniana. L'analisi dei genomi dei magdaleniani correlati a GoyetQ2 suggerisce che, come i precedenti gruppi di Cro-Magnon, probabilmente avevano un colorito della pelle relativamente scuro rispetto agli europei moderni. 
Uno studio del 2023 ha proposto che, rispetto ai precedenti gruppi occidentali europei correlati ai Cro-Magnon, come l'Aurignaziano correlato a Goyet Q116-1 e il cluster di Fournol, associato al Gravettiano occidentale, i magdaleniani correlati a Goyet-Q2 sembrano avere una significativa ascendenza (~30%) dal cluster di Villabruna (che si pensa sia di origine europea sud-orientale e condivida affinità con i popoli dell'Asia occidentale, non riscontrate nei precedenti cacciatori-raccoglitori europei) associato all'Epigravettiano.

### Libri
- (EN) M F Hemingway, The Initial Magdalenian in France, Part ii (BAR International), British Archaeological Reports Oxford Ltd, 1980, ISBN 1407389483.

### Riviste
- (EN) Qiaomei Fu, Cosimo Posth, Mateja Hajdinjak, Petr M, Mallick S, Fernandes D, Furtwängler A, Haak W, Meyer M, Mittnik A, Nickel B, Peltzer A, Rohland N, Slon V, Talamo S, Lazaridis I, Lipson M, Mathieson I, Schiffels S, Skoglund P, Derevianko AP, Drozdov N, Slavinsky V, Tsybankov A, Cremonesi RG, Mallegni F, Gély B, Vacca E, Morales MR, Straus LG, Neugebauer-Maresch C, Teschler-Nicola M, Constantin S, Moldovan OT, Benazzi S, Peresani M, Coppola D, Lari M, Ricci S, Ronchitelli A, Valentin F, Thevenet C, Wehrberger K, Grigorescu D, Rougier H, Crevecoeur I, Flas D, Semal P, Mannino MA, Cupillard C, Bocherens H, Conard NJ, Harvati K, Moiseyev V, Drucker DG, Svoboda J, Richards MP, Caramelli D, Pinhasi R, Kelso J, Patterson N, Krause J, Pääbo S e Reich D., The genetic history of Ice Age Europe, in Nature, vol. 534, n. 7606, 2016,  pp. 200–205, DOI:10.1038/nature17993. URL consultato il 17 giugno 2025.
- (EN) Samantha Brunel, E. Andrew Bennett, Laurent Cardin, Damien Garraud, Hélène Barrand Emam, Alexandre Beylier, Bruno Boulestin, Fanny Chenal, Elsa Ciesielski, Fabien Convertini, Bernard Dedet, Stéphanie Desbrosse-Degobertiere, Sophie Desenne, Jerôme Dubouloz e Henri Duday, Ancient genomes from present-day France unveil 7,000 years of its demographic history, in Proceedings of the National Academy of Sciences, vol. 117, n. 23, 9 giugno 2020,  pp. 12791–12798, Bibcode:2020PNAS..11712791B, DOI:10.1073/pnas.1918034117, ISSN 0027-8424 (WC · ACNP), PMC 7293694, PMID 32457149.
- (EN) Posth C, Yu H, Ghalichi A, Rougier H, Crevecoeur I, Huang Y, Ringbauer H, Rohrlach AB, Nägele K, Villalba-Mouco V, Radzeviciute R, Ferraz T, Stoessel A, Tukhbatova R, Drucker DG, Lari M, Modi A, Vai S, Saupe T, Scheib CL, Catalano G, Pagani L, Talamo S, Fewlass H, Klaric L, Morala A, Rué M, Madelaine S, Crépin L, Caverne JB, Bocaege E, Ricci S, Boschin F, Bayle P, Maureille B, Le Brun-Ricalens F, Bordes JG, Oxilia G, Bortolini E, Bignon-Lau O, Debout G, Orliac M, Zazzo A, Sparacello V, Starnini E, Sineo L, van der Plicht J, Pecqueur L, Merceron G, Garcia G, Leuvrey JM, Garcia CB, Gómez-Olivencia A, Połtowicz-Bobak M, Bobak D, Le Luyer M, Storm P, Hoffmann C, Kabaciński J, Filimonova T, Shnaider S, Berezina N, González-Rabanal B, González Morales MR, Marín-Arroyo AB, López B, Alonso-Llamazares C, Ronchitelli A, Polet C, Jadin I, Cauwe N, Soler J, Coromina N, Rufí I, Cottiaux R, Clark G, Straus LG, Julien MA, Renhart S, Talaa D, Benazzi S, Romandini M, Amkreutz L, Bocherens H, Wißing C, Villotte S, de Pablo JF, Gómez-Puche M, Esquembre-Bebia MA, Bodu P, Smits L, Souffi B, Jankauskas R, Kozakaitė J, Cupillard C, Benthien H, Wehrberger K, Schmitz RW, Feine SC, Schüler T, Thevenet C, Grigorescu D, Lüth F, Kotula A, Piezonka H, Schopper F, Svoboda J, Sázelová S, Chizhevsky A, Khokhlov A, Conard NJ, Valentin F, Harvati K, Semal P, Jungklaus B, Suvorov A, Schulting R, Moiseyev V, Mannermaa K, Buzhilova A, Terberger T, Caramelli D, Altena E, Haak W e Krause J., Palaeogenomics of Upper Palaeolithic to Neolithic European hunter-gatherers, in Nature, vol. 615, 2023,  pp. 117-126, DOI:10.1038/s41586-023-05726-0. URL consultato il 22 giugno 2025.